# Национальный расчётный депозитарий
«Национальный расчётный депозитарий» (НРД) — российская небанковская кредитная организация, центральный депозитарий России, профессиональный участник рынка ценных бумаг, осуществляющий депозитарную деятельность. Входит в Группу «Московская биржа» и специализируется на предоставлении депозитарных, расчётных банковских и сопутствующих им услуг участникам финансового рынка. НРД является центральным депозитарием Российской Федерации и осуществляет обслуживание как ценных бумаг, предусмотренных Федеральным законом от 07.12.2011 № 414-ФЗ «О центральном депозитарии», так и других российских и иностранных эмиссионных ценных бумаг. Статус центрального депозитария присвоен ФСФР России Приказом № 12-2761/ПЗ-И от 06.11.2012. Крупнейший депозитарий в России по рыночной стоимости принятых на обслуживание эмиссионных ценных бумаг. Полное наименование — Акционерное общество «Небанковская кредитная организация „Национальный расчётный депозитарий“». Штаб-квартира — в Москве.
Из-за вторжения России на Украину, находится под международными санкциями всех стран Евросоюза, США, Великобритании, Украины и Швейцарии

## История
27 июня 1996 года учреждено ЗАО РП ММВБ — кредитная организация, специализирующаяся на предоставлении расчётных банковских услуг, включая денежные расчеты по сделкам участников финансового рынка. Деятельность ЗАО РП ММВБ была направлена в первую очередь на обеспечение расчётного обслуживания биржевых рынков Группы ММВБ.
Национальный депозитарный центр (НДЦ) учреждён 21 января 1997 г. НДЦ создавался как головной депозитарий по обслуживанию рынка государственных ценных бумаг, и в конце марта 1998 года начал осуществлять эту миссию. В этом же году НДЦ приступил к работе с корпоративными, субфедеральными и муниципальными ценными бумагами. Достигнув лидирующего положения на рынке долговых инструментов российских эмитентов, НДЦ начал стремительно наращивать объёмы операций с акциями, инвестиционными паями и еврооблигациями, став крупнейшим по объёму активов на хранении и единственным в России расчётным депозитарием, обслуживающим все виды российских эмиссионных ценных бумаг.
3 ноября 2010 года в Единый государственный реестр юридических лиц была внесена запись о реорганизации ЗАО РП ММВБ в форме присоединения к нему ЗАО НДЦ. В результате возникла организация, не имеющая аналогов в России, — Небанковская кредитная организация закрытое акционерное общество «Национальный расчётный депозитарий» (НКО АО НРД).
6 ноября 2012 года НКО АО НРД присвоен статус центрального депозитария приказом ФСФР России от 06.11.2012 № 12-2761/пз-и. В соответствии с п. 5 ст. 22 Закона, статус центрального депозитария может быть присвоен только одному юридическому лицу.
С 1 октября 2013 г. НРД начинает выполнять функции репозитария по всем видам сделок.
В 2014 году по результатам анализа деятельности всех действующих в России инфраструктурных организаций финансового рынка Банк России признал Национальный расчетный депозитарий системно значимым центральным депозитарием, системно значимым расчетным депозитарием, системно значимым репозитарием. 25 декабря 2012 года платежная система НРД признана Банком России системно значимой, а 16 июля 2014 года — национально значимой.

## Собственники и руководство
Мажоритарным акционером НРД является ОАО Московская биржа (99,997 %). Остальные акции принадлежат ряду банков и участников рынка ценных бумаг.
30 июня 2011 года подписано акционерное соглашение в отношении НКО АО НРД, которое закрепило право пользователей на управление НРД и обеспечило баланс интересов мажоритарного и миноритарных акционеров. В соответствии с акционерным соглашением ежегодно до пяти крупных пользователей услуг НРД могут стать его акционерами и получить права на участие в управлении.
Председатель правления — Виктор Жидков.

## Деятельность
НРД предлагает своим клиентам широкий спектр услуг, включая расчетно-депозитарные услуги, регистрацию внебиржевых сделок (репозитарий), информационные услуги и управление обеспечением. Обладая статусом Национального нумерующего агентства по России и Замещающего нумерующего агентства по СНГ, НРД уполномочен присваивать ценным бумагам международные коды ISIN и CFI, а также имеет статус предварительного Локального операционного подразделения (pre-Local Operating Unit, pre-LOU), позволяющего присваивать международные коды идентификации юридического лица (LEI). Банк России присвоил НРД статус оператора платежной системы с зарегистрированным названием «Платежная система НРД».

### Депозитарные сервисы
НРД является центральным депозитарием на российском фондовом рынке и осуществляет обслуживание ценных бумаг как центральный депозитарий в соответствии с Федеральным законом от 07.12.2011 № 414-ФЗ «О центральном депозитарии», а также как номинальный держатель других российских и иностранных эмиссионных ценных бумаг.
НРД осуществляет хранение глобальных сертификатов и депозитарный учёт 100 % выпусков облигаций федерального займа (ОФЗ), 99 % выпусков корпоративных и региональных (субфедеральных и муниципальных) облигаций.
В 2014 году крупнейшие иностранные депозитарии Euroclear и Clearstream получили полный доступ к российскому рынку ценных бумаг, предоставив иностранным компаниям и фондам более широкие возможности для инвестирования. В 2014 году в соответствии с требованиями FATCA НРД прошел регистрацию в Налоговом управлении США и получил глобальный идентификационный номер финансового посредника.
Национальный расчетный депозитарий отвечает всем требованиям, предъявляемым к «приемлемому депозитарию», и соответствует критериям, определённым правилом 17f-7 американского Закона об инвестиционных компаниях 1940.
По итогам 2016 года объём ценных бумаг на хранении НРД достиг 36,4 трлн рублей. Возросло количество выпусков (ISIN) ценных бумаг, находящихся на обслуживании в НРД до 11,9 тысячи. Количество выпусков иностранных ценных бумаг выросло до 5,1 тысячи.
В 2016 году НРД обеспечил IPO трёх выпусков акций эмитентов при их публичном размещении на Московской бирже, а также принял на обслуживание 11 сертификатов облигаций федерального займа, номинированных в рублях и иностранной валюте. Общий объём составил 1 трлн рублей и 3 млрд долларов США соответственно.
В октябре 2016 года клиенты НРД получили доступ к сервису расчётов по принципу «поставка против платежа» (DVP) с подбором ценных бумаг. Сервис обеспечивает своевременную поставку активов по итогам расчётов на фондовом рынке Московской биржи на счета депо, предназначенные для внебиржевых сделок.
Важнейшим событием 2016 года стало успешное размещение Министерством финансов Российской Федерации выпуска евробондов на сумму 3 млрд долларов США. Международные и российские инвесторы получили возможность принять участие в размещении через инфраструктуру НРД как головного депозитария размещения.
В 2016 году НРД реализовал заключительный этап проекта «Электронных мэтчинг» — автоматической процедуры сверки всех потенциальных встречных клиринговых и расчётных поручений контрагентов по внебиржевым сделкам с ценными бумагами.
В декабре 2016 года НРД приступил к тестированию центральной платформы учёта инвестиционных паёв паевых инвестиционных фондов (ПИФ). Универсальный веб-кабинет НРДирект для всех участников позволит брокерам и номинальным держателям через единую «точку входа» приобретать, погашать или обменивать паи всех управляющих компаний, присоединившихся к системе электронного документооборота (СЭД).
По итогам 2017 года на треть возросло количество выпусков (ISIN) ценных бумаг, находящихся на обслуживании в НРД, — с 11,9 тыс. в 2016 году до 15,4 тыс. в 2017 году. На 66 % выросло количество выпусков иностранных ценных бумаг — до 8,5 тыс. (5,1 тыс. в 2016 году).
Объём остатков облигаций федерального займа (ОФЗ) на счетах иностранных номинальных держателей к концу года составил 2,2 трлн руб., увеличившись по сравнению с 2016 годом на 49 % (1,5 трлн руб.).
По сравнению с 2016 годом в 2017 году количество исполненных НРД клиринговых сделок на условиях DVP выросло на 71 тыс. (+66 %). Объём сделок увеличился на 2,8 трлн руб., или на 63 % от объёма сделок в 2016 году. В 2017 году участники клиринга подавали инструкции с указанием таких валют, как USD, RUB, GBP, EUR, CNY и CHF.

### Информационные сервисы
В 2016 году участники рынка начали тестирование новых возможностей современной технологической платформы Центра корпоративной информации НРД.
В 2016 году НРД успешно завершил первый этап работы по запуску новой технологической платформы Центра корпоративной информации, ресурса nsddata.ru. На сайте организована трансляция новостей Центра корпоративной информации и запущен раздел «Ценные бумаги» с бесплатным доступом к базовым сведениям о ценных бумагах, обслуживаемых в НРД. В 2017 году этот портал станет для клиентов единой точкой доступа ко всем информационным сервисам НРД и предоставит им современные возможности кастомизации и импорта данных посредством API (application programming interface), а также упрощённые процедуры выбора продукта и подписки.
В 2016 году НРД развивал стратегическое партнёрство с группой «Интерфакс». Совместный продукт НРД и Интерфакса RU DATA получил признание рынка с качестве эталонной базы данных по ценным бумагам и эмитентам, благодаря возможностям объединения всего объёма доступной информации в едином продукте.
В 2016 году НРД подписал соглашение с одним из крупнейших глобальных игроков информационного рынка — компанией Bloomberg. Объединение усилий двух компаний даст возможность депонентам передавать по поручению данные об остатках ценных бумага на счетах депо из НРД в ПО Bloomberg по выделенному каналу, что позволит клиентам, подключённым одновременно к сервисам НРД и Bloomberg, использовать Bloomberg’s Portfolio & Risk Analytics solution без осуществления дополнительной интеграции.
В начале 2017 года в рамках рабочей группы НРД по созданию Единого окна с участием крупнейших эмитентов, кастодианов, регистраторов, информационных агентств и Банка России была выработана схема Единого окна раскрытия. Единое окно позволит эмитентам направлять информацию в систему раскрытия и Центр корпоративной информации через единый интерфейс, разработанный на стороне уполномоченных информационных агентств.
В сентябре 2017 года НРД завершил масштабный проект по выводу на рынок новой линейки информационных сервисов, запустив новую технологическую платформу Центра корпоративной информации nsddata.ru. На новой платформе представлены обновленные сервисы Диск НРД и Ценовой центр НРД, а также возможности по использованию дополнительных информационных сервисов центрального депозитария.
Осенью 2017 года НРД вышел на рынок с принципиально новым продуктом Ценового центра, разработанным в тесном сотрудничестве с участниками рынка и Банком России при поддержке информационной группы «Интерфакс». Продукт получил самые высокие оценки профессионального сообщества и был официально аккредитован Банком России в декабре 2017 года.

### Репозитарные сервисы
С 1 октября 2013 года НРД начинает выполнять функции репозитария по всем видам сделок (договоров РЕПО, договоров, являющихся производными финансовыми инструментами, заключённых не на организованных торгах, а также договоров иного вида, заключённых на условиях генерального соглашения (единого договора), определённых в пункте 6 статьи 51.5 Федерального закона «О рынке ценных бумаг».
Репозитарий НКО АО НРД:
- осуществляет сбор и регистрацию информации о производных финансовых инструментах и договорах РЕПО, заключенных на основании генеральных соглашений. В рамках запуска первой очереди репозитария осуществляется регистрация сделок РЕПО и «валютный своп»;
- ведет реестр зарегистрированных договоров;
- предоставляет подтверждения о зарегистрированных договорах клиентам и регулятору;
- обеспечивает целостность и сохранность информации.

По итогам 2014 года количество клиентов репозитария достигло 1130 участников рынка, которые в совокупном объёме зарегистрировали свыше 138 тысяч отчетов о генеральных соглашениях и сделках.
По итогам 2016 года участники рынка предоставили в репозитарий сведения о 2,4 млн сделок (против 454 тысяч в 2015 году). Наибольшее количество предоставленных отчётов было связано с внебиржевыми сделками РЕПО, сделками валютного форварда и валютного свопа: 1,9 млн 340,3 тыс. и 148,7 тыс. сделок соответственно.
Объём зарегистрированных сделок в 2016 году составил 403,7 трлн рублей.
Запуск обязательной отчетности по всем видам внебиржевых сделок РЕПО и ПФИ вне рамок генеральных соглашений в конце 2016 года положительно сказался на росте операционных показателей репозитария в 2017 году: число отчитанных сделок превысило 11 272 тыс. совокупным объёмом 472 трлн руб., что превышает аналогичные показатели 2016 года в 4,6 и 1,17 раза соответственно.
В целях повышения качества данных о совершенных сделках, предоставляемых участниками рынка, на стороне НРД был реализован сервис форматно-логического контроля (ФЛК), представляющий собой комплекс «мягких» проверок входящих сообщений, сигнализирующий клиенту о критичных отклонениях определённых параметров сделок (в части курса, процентной ставки и т. д.) и/или о нарушении сроков отчетности.
Анализ структуры сообщений клиентов, подключенных к ФЛК, показал, что использование сервиса минимизирует количество некорректных данных, отчитываемых в репозитарий, и, следовательно, в Банк России.

### Платежные сервисы
В качестве системно значимой Платежная система НРД прошла оценку Банка России. При проверке определялась степень её соответствия международным стандартам — Принципам для инфраструктур финансового рынка, разработанным Комитетом по платежным и расчетным системам Банка международных расчетов и Международной организацией комиссий по ценным бумагам (CPMI-IOSCO) и рекомендованным Банком России для соблюдения значимыми платежными системами. По итогам проверки Банк России отметил высокий уровень соответствия Платежной системы НРД Принципам для инфраструктур финансового рынка. Принципов, которые не соблюдаются Платежной системой НРД, не выявлено.
Количество переводов денежных средств по банковским счетам клиентов за 2014 год: 998,39 тыс. шт.
Объём переводов денежных средств по банковским счетам клиентов за 2014 год в российских рублях: 298,06 трлн руб.
Объём переводов денежных средств по банковским счетам клиентов за 2014 год в иностранной валюте (в рублевом эквиваленте): 9,62 трлн руб.
В течение 2016 года велась работа по дальнейшему совершенствованию деятельности Платёжной системы НРД согласно рекомендациям Банка России, которые были даны по итогам проведённой оценки соответствия международным «Принципам для инфраструктур финансового рынка», разработанным Комитетом по платёжным и расчетным системам Банка международных расчётов и Международной организацией комиссий по ценным бумагам (CPMI-IOSCO).
В 2016 году клиенты НРД смогли воспользоваться новыми сервисами, которые расширили спектр расчётных услуг, предоставляемых компанией:
- сервис для проведения кросс-валютных расчётов клиентов — сервис условного перевода денежных средств по принципу «платёж против платежа» (модель PVP-1), обеспечивающий надёжность завершения расчётов по внебиржевым операциям;
- сервис по периодическому переводу денежных средств, предусматривающий возможность подачи клиентом распоряжения на периодический перевод денежных средств — постоянное поручение.

В 2017 году НРД сохранил тенденцию развития новых сервисов и поддержания высокого качества услуг, оказываемых платежной системой. Расчетные сервисы работают как самостоятельная сфера обслуживания и интегрируются в депозитарную и клиринговую деятельность НРД, образуя комплексные услуги.
В 2017 году произошли следующие изменения в платежной инфраструктуре, позволяющие улучшить расчетное обслуживание клиентов НРД:
- расширился сервис для обеспечения кросс-валютных расчетов клиентов — сервис условного перевода денежных средств по принципу «платеж против платежа» (payment versus payment, модель PVP-1). С IV квартала 2017 года реализована возможность осуществления переводов некредитными организациями. PVP-1 обеспечивает одновременный перевод денежных средств в одной валюте первого участника со встречным переводом денежных средств в другой валюте второго участника, что повышает надежность завершения расчетов;
- реализован новый канал взаимодействия в рамках расчетного обслуживания — веб-сервис, который дает возможность клиентам существенно упростить автоматизацию взаимодействия с НРД.

Объём переводов денежных средств в 2017 году в сравнении с 2016 годом вырос на 10 % и составил 389,8 трлн руб. против 354,8 трлн руб. Количество транзакций составило 1,19 млн, что на 2 % выше, чем аналогичный показатель прошлого года (1,16 млн).
Обороты в 2017 году по конверсионным операциям, проведенным при осуществлении корпоративных выплат, в долларах США составили 12,9 млн, что на порядок больше, чем аналогичный показатель прошлого года (1,2 млн долл. США), в евро — 1,09 млн. При этом в 2017 году значительно увеличилось количество валют, с которыми клиенты могут совершать конверсионные операции по отношению к доллару США и евро.
В 2017 году продолжалась работа по совершенствованию документов, регулирующих деятельность платежной системы, включая такие важные аспекты, как система управления рисками: в развитие документарного обеспечения расчетных сервисов была принята новая редакция «Методики мониторинга рисков Платежной системы НРД в режиме реального времени».

### Технологические сервисы
НРД, являясь центральным звеном финансового рынка, уделяет повышенное внимание развитию надежной ИТ-платформы, партнерским программам и обеспечению высокого уровня информационной безопасности.
В 2017 году НРД выделил технологические сервисы в отдельное стратегическое направление.
НРД является сертифицированным сервис-бюро SWIFT на российском рынке, предоставляет полный доступ к большинству сервисов и отвечает за организацию взаимодействия с глобальной сетью. В 2017 году основными приоритетами были обеспечение высокого уровня безопасности и надежности инфраструктуры SWIFT и развитие дополнительных сервисов для клиентов сервис-бюро.
В рамках повышения безопасности и надежности инфраструктуры SWIFT НРД принял участие в международной программе Customer Security Programme (CSP) по усилению уровня безопасности пользователей SWIFT в ответ на развитие киберугроз.
НРД как пользователь SWIFT и как сертифицированное сервис-бюро завершил самооценку по CSP, а также успешно прошел дополнительный аудит SWIFT в части информационной безопасности сервис-бюро. Кроме того, НРД активно участвовал в реализации CSP российским сообществом SWIFT в рамках рабочей группы Россвифт по техническим аспектам (RTCH). В соответствии с решением комитета Россвифт вопросы по обеспечению безопасности российских пользователей делегированы рабочей группе RTCH, возглавляемой НРД.
В рамках развития дополнительных сервисов для клиентов сервис-бюро НРД в 2017 году была внедрена новая версия программы файлового обмена и печати сервис-бюро SWIFT НРД, позволяющая работать с RSA-ключами и использовать этот продукт для клиентов-нерезидентов. Данный сервис позволит иностранным организациям использовать НРД в качестве доверенного поставщика услуг сервис-бюро, используя надежное и удобное интеграционное решение.
В 2017 году продолжился тренд по увеличению клиентской базы сервис-бюро и трафика сообщений, передаваемых через НРД.
ЭДО
В 2017 году была разработана и утверждена концепция развития услуги «транзит финансовых сообщений» на базе существующей платформы ЭДО НРД. Реализация проекта позволит расширить список участников транзита за счет поддержки документооборота между корпоративными клиентами и банками с использованием сообщений стандарта ISO 20022.
Завершен переход с ПО ЛУЧ на новые каналы взаимодействия (НРДирект, ПО «Файловый шлюз», WEB-сервис, SWIFT). С 1 августа обеспечение корпоративных действий происходит с использованием новых каналов.
В 2017 году состоялась разработка и запуск ЛКУ (возможность передачи некоторых типов документов в НРД по ЭДО) для клиентов НРД. Был осуществлен проект по внедрению колл-центра в подразделениях НРД.
Корпоративные действия
НРД является одним из инициаторов реформирования системы проведения корпоративных действий в России. Реформа предполагает создание современного, соответствующего международным стандартам механизма проведения корпоративных действий, в частности:
- создание на базе центрального депозитария источника достоверной информации о корпоративных действиях, которому в обязательном порядке будет предоставляться в структурированном виде информация, необходимая для проведения корпоративных действий;
- легализацию электронного голосования (e-voting и proxy-voting) для применения на собраниях владельцев акций, паев, ипотечных сертификатов участия и облигаций;
- создание системы распространения корпоративной информации и проведения всего комплекса корпоративных действий централизованно через институты учётной системы.

В августе 2014 года НРД разработал и запустил форк системы Nxt, доступной на условиях лицензии MIT, — сервис электронного голосования e-proxy voting. Профессиональные инвесторы получили возможность направлять инструкции по голосованию в электронном виде через обслуживающие их банки. К концу 2014 года с возможностью использования сервиса электронного голосования прошло более 220 собраний акционеров.
НРД совместно с НФА развивают проект Ценового центра, который ведет расчет справедливых цен на облигации, в том числе ипотечные облигации, по методике, согласованной с АИЖК.
2 апреля 2015 года НРД и «Интерфакс» подписали соглашение о намерении координировать свои действия по развитию системы оценки справедливой стоимости финансовых инструментов (Ценового центра). Ключевая цель сотрудничества НРД и «Интерфакса» в области корпоративной информации — создание эталонной базы данных, содержащей все доступные сведения о российских компаниях-эмитентах и их финансовых инструментах. Система объединит официальные данные учётной системы центрального депозитария РФ, сведения, раскрываемые эмитентами через «Интерфакс» как уполномоченное агентство на фондовом рынке, оперативную информацию, которую сам «Интерфакс» собирает об эмитентах и ценных бумагах.
НРД является сертифицированным сервис-бюро SWIFT на российском рынке, предоставляет полный доступ к большинству сервисов SWIFT и отвечает за организацию взаимодействия с глобальной сетью. Сервис-бюро позволяет клиентам избежать расходов на поддержание прямого подключения к системе — покупку специализированного оборудования SWIFT, реорганизацию собственной инфраструктуры и персонала, периодическое обновление программного обеспечения SWIFT, соответствие требованиям безопасности и бесперебойности функционирования. Большинство расходов берёт на себя сервис-бюро НРД. При этом организация становится полноправным членом SWIFT и получает круглосуточный доступ к системе.
НРД осуществляет электронный документооборот (ЭДО) с депонентами, участниками клиринга, клиринговыми организациями, организаторами торговли, попечителями счетов, операторами разделов счетов-депо, регистраторами, эмитентами, депозитариями-корреспондентами, платёжными агентами, кредитными и некредитными организациями — владельцами банковских счетов, региональными представителями НРД и другими категориями лиц.
НРД принимает активное участие в создании FinTech-индустрии на российском рынке. В 2016 году компания выступила официальным партнёром FinTech-инкубатора ВШЭ «HSE {pro} Fintech 2016» и приняла участие в FinTech-треке акселератора «Generation S», поддержав запускаемые проекты для финансовых рынков.
В 2017 году была успешно апробирована технология e-voting в рамках проведения ГОСА ПАО Сбербанк: возможностью дистанционно знакомиться с материалами к собранию акционеров и голосовать через Интернет на годовом Общем собрании акционеров, состоявшемся 26 мая, впервые воспользовались 99 акционеров ПАО Сбербанк. В целом электронной формой голосования с учётом технологии голосования через свой депозитарий (e-proxy voting) воспользовались 806 акционеров, владеющих в совокупности 33,3 % голосов от общего количества голосующих акций, принадлежащих акционерам, принявшим участие в годовом Общем собрании акционеров.
В конце 2017 года НРД и АО ВТБ Регистратор предоставили компании АК «Алроса» (ПАО), лидеру алмазодобывающей отрасли России, свои сервисы электронного голосования на собрании акционеров. Сервисами электронного голосования АО ВТБ Регистратор и НРД воспользовалось почти 30 % от числа принявших участие, а с учётом голосования через номинальных держателей 92,5 % бюллетеней поступили в электронной форме.

### Финтех и децентрализованные технологии
В 2017 году НРД с использованием наработок Лаборатории по разработке и внедрению распределенных систем на базе технологии блокчейн организовал первое в России размещение облигаций с использованием технологии блокчейн. ПАО «МегаФон» разместило выпуск коммерческих дисконтных облигаций на 500 млн руб. Покупателем облигаций стал Райффайзенбанк.
Новая система работает только с оцифрованными активами, делая процесс размещения, обращения и учёта облигаций максимально прозрачным и простым. Каждый участник сделки имеет возможность обмениваться документами в режиме онлайн, отслеживать статус проведения сделки. Использование криптографической защиты и верификации позволяет проводить все операции в электронном виде, что дает возможность экономить время, снижать затраты каждого из участников сделки, в режиме онлайн регистрировать/подписывать документы, избегать возможности ошибки при подписании документов.
Международная ассоциация по вопросам обслуживания ценных бумаг (ISSA) подтвердила важность рабочей группы ЦД по блокчейн, одобрив её создание и включив в собственную рабочую группу по блокчейн, что повысило значимость этой инициативы в отрасли. Став частью ISSA, рабочая группа ЦД по блокчейн вначале сконцентрирует свои усилия на цифровых активах для создания бизнес-концепции использования таких активов в посттрейдинговой среде. Эта концепция определит основные термины, категории, услуги и роли провайдеров посттрейдинговых услуг.

### Трехсторонние сервисы
НРД предлагает сервисы по управлению обеспечением — это трехсторонние сделки РЕПО с Банком России и Федеральным казначейством. Система управления обеспечением (СУО) НРД — первая подобная система на российском рынке, которая была создана для обслуживания операций РЕПО Банка России с корзиной ценных бумаг.
Трехсторонние сервисы НРД обеспечивают гибкость в управлении активами и проведении расчетов. Сделка заключается не с отдельной ценной бумагой, а с корзиной ценных бумаг. В основе услуги РЕПО Банка России лежат система управления обеспечением и клиринговая система НРД, которые на протяжении всего срока жизни сделки РЕПО позволяют автоматически обеспечить подбор и замену обеспечения, ежедневную переоценку, взимание компенсационных взносов, а также клиринг и расчеты.
НРД осуществляет клиринг с разными моделями расчетов, в том числе DVP-1, DVP-2, DVP-3.
«Поставка против платежа» (Delivery Versus Payment, DVP) — принцип расчетов сделок с ценными бумагами, при котором встречное движение ценных бумаг (покупателю) и денежных средств (продавцу) происходит одновременно.
Сервис использует возможности новой клиринговой платформы НРД, которая позволяет проводить операции DVP в нескольких клиринговых сеансах с неттированием обязательств по денежным средствам (DVP-2), с неттированием по денежным средствам и ценным бумагам (DVP-3), а также внеклиринговых сеансов с расчетами по каждой сделке (DVP-1). DVP позволяет депонентам использовать единую инструкцию для ценных бумаг и денежных средств, рассчитываться как в рублях, так и в иностранной валюте (долларах США или евро), устанавливать приоритеты исполнения поручений.
Для увеличения гибкости и надежности расчетов НРД предоставляет возможность проведения расчетов на условиях DVP с использованием корреспондентских счетов в Банке России через систему БЭСП.
Запущены сервисы электронного мэтчинга (поиск потенциальных встречных инструкций): НРД предоставляет клиентам возможность получать информацию о наличии потенциальных встречных инструкций — несквитованных инструкций, отличающихся от исходной на одно поле. Для повышения надежности и контроля со стороны клиента действует механизм Hold & Release.
Количество сделок РЕПО Банка России с корзиной ценных бумаг: 2013 год — 3727 шт.; 2014 год — 8858 шт.
Участники рынка активно используют систему управления обеспечением (СУО) в операциях РЕПО с корзиной ценных бумаг таких крупнейших кредиторов, как Банк России и Федеральное казначейство. Всего на 2016 год к системе подключено более 200 кредитных организаций, выступающих в качестве заёмщиков денежных средств, среди которых все системообразующие игроки на банковском рынке.
Объём сделок РЕПО Банка России с корзиной ценных бумаг: 2013 год — 14,04 трлн руб.; 2014 год — 57,22 трлн руб.
Объём сделок РЕПО с Федеральным казначейством в 2016 году превысило показатели по объёмам РЕПО с Банком России в 3,8 раза и составило 37,4 трлн рублей.
В феврале 2016 года участники рынка смогли воспользоваться новым продуктом Группы «Московская биржа» по созданию однородного универсального сертификата участия (КСУ).
КСУ — это неэмиссионная документарная предъявительская ценная бумага с обязательным централизованным хранением, которая выдаётся клиринговой организацией, сформировавшей имущественный пул. и удостоверяем право её владельца требовать от клиринговой организации выплаты её номинальной стоимости при наступлении определённых условий.
Прекращение аукционов, политика «дорогих» денег Банка России привели к резкому снижению объёма его сделок РЕПО с СУО: в 2017 году объём составил 688 млрд руб., что ниже, чем в 2016 году (9869 млрд руб.).
В 2017 году в сделки РЕПО начали принимать ОФЗ с предстоящими выплатами купона, бумаги, выдаваемые АСВ для докапитализации банков, запущено РЕПО с длинными сроками, на которых заемщики получают значительные преимущества за счет возможности замены бумаг. Объём сделок РЕПО Федерального казначейства с СУО в 2017 году достиг 41,9 трлн руб., увеличившись на 12 % по сравнению с аналогичным периодом 2016 года (37,4 трлн руб.), количество сделок составило 1796.
В апреле 2017 года НРД предложил новым типам участников рынка (брокерам, дилерам, корпоративным клиентам, некредитным организациям) комплексное решение для внебиржевого РЕПО, включающее в том числе современное программное обеспечение для клиентов — веб-кабинет СУО. Платформа НРД для внебиржевого РЕПО обслуживает операции как с корзиной ценных бумаг, так и с одним выпуском. Клиенты могут заключать сделки на внебиржевом рынке и передавать их на обслуживание в НРД через веб-кабинет СУО и терминал Bloomberg. Веб-кабинет доступен не только бэк-офису и депозитарию, но также и подразделениям мидл- и фронт-офиса.
В конце декабря 2017 года НРД запустил новую услугу «Управление ликвидностью», которая автоматизирует денежные переводы между торговыми банковскими счетами клиентов, открытыми для клиринга НРД и для клиринга НКЦ, а также позволяет совершать регулярные переводы денежной ликвидности на клиринговый банковский счет НКЦ с использованием расчетного кода участника клиринга

### Налоговый агент
С 2014 года НРД в соответствии с Налоговым кодексом Российской Федерации выполняет обязанности налогового агента при выплате доходов по эмиссионным ценным бумагам — акциям и облигациям российских эмитентов.
НРД осуществляет в установленных случаях исчисление, удержание и перечисление в бюджет Российской Федерации налога на прибыль и налога на доходы физических лиц в соответствии с положениями Налогового кодекса Российской Федерации, а также международных договоров и соглашений, регулирующих вопросы налогообложения. НРД как депозитарий выполняет обязанности налогового агента при выплате доходов по ценным бумагам иностранным организациям, иностранным номинальным держателям, а также при выплате дивидендов российским организациям по акциям, хранящимся на счетах депо владельцев.
Предоставление услуг по налоговому агентированию по иностранным ценным бумагам позволило депонентам НРД получить налоговые льготы, которые составили от 13 до 100 % от размера налога в зависимости от ценной бумаги и налоговой юрисдикции эмитента выпуска ценных бумаг.

### Нумерующее агентство и Предварительное локальное операционное подразделение (pre-LOU)
НРД выполняет функции Национального нумерующего агентства по России и Замещающего нумерующего агентства по странам СНГ, присваивая идентификационные коды ISIN и CFI ценным бумагам и другим финансовым инструментам, выпущенным или зарегистрированным на территории России и других стран СНГ. Также НРД имеет статус предварительного Локального операционного подразделения (pre-LOU). Присвоенные НРД коды pre-LEI публикуются на сайте международного центра GLEIF (Global Legal Entity Identifier Foundation), уполномоченного глобальным регулятором ROC (Regulatory Oversight Committee) поддерживать международную базу по кодам pre-LEI, и признаются регуляторами, участниками рынка и pre-LOU других стран.
Regulatory Oversight Committee (ROC) — надзорный орган, осуществляющий нормативное регулирование и контроль функционирования глобальной системы идентификации юридических лиц (GLEIS), принял решение об интеграции НРД в GLEIS в качестве глобально признанного pre-LOU (предварительного Локального операционного подразделения), подтвердив соответствие НРД всем принципам, предъявляемым к pre-LOU.
В 2014 году представитель НРД в третий раз был избран в Технический комитет Сервисного бюро Ассоциации национальных нумерующих агентств.
В качестве pre-LOU НРД присвоил 186 кодов pre-LEI. Также и сам НРД получил код pre-LEI, который идентифицирует НРД в его ежедневной отчетности о присвоенных им кодах. В сентябре 2014 года заработал портал lei-code.ru, посвященный международным идентификаторам pre-LEI участников финансового рынка.

## Международная деятельность

#### Интеграция в глобальную финансовую инфраструктуру
- В 2014 году крупнейшие иностранные депозитарии Euroclear и Clearstream получили полный доступ к российскому рынку ценных бумаг, предоставив иностранным компаниям и фондам более широкие возможности для инвестирования[21].
- Доступ Euroclear и Clearstream к российскому рынку ценных бумаг осуществлялся поэтапно. Расчеты по сделкам с облигациями федерального займа (ОФЗ) они начали проводить весной 2013 года, на рынке корпоративных облигаций — с 30 января 2014 года[22]. Право на проведение операций с российскими акциями иностранные депозитарии получили 1 июля 2014 года.
- В сентябре 2013 года CSD.Austria, австрийский центральный депозитарий, находящийся под управлением OeKB, и НКО АО НРД запустили международный канал доступа ко всему спектру российских ценных бумаг. В результате этого австрийские и международные кастодианы, имеющие счета в CSD.Austria, получили возможность проводить прямые расчеты по российским ценным бумагам и учитывать их на счете иностранного держателя CSD.Austria в НКО АО НРД[23].
- В декабре 2013 года НРД и BNY Mellon объединили усилия для оказания российским инвесторам услуг по проведению расчетов депозитарными расписками[24]. Российские инвесторы и брокеры смогут выпускать и погашать депозитарные расписки российских компаний благодаря новаторскому соглашению, заключенному Национальным расчетным депозитарием, российским центральным депозитарием, и BNY Mellon. Компании разработали инновационную схему, которая дает возможность российским участникам рынка торговать депозитарными расписками на вторичном рынке, проводить по ним расчеты, и в том числе использовать их в качестве обеспечения по сделкам РЕПО в своем часовом поясе.
- В 2014 году подписан меморандум о взаимопонимании с центральным депозитарием Турции Merkezi Kayıt Kuruluşu (MKK), в рамках которого инфраструктурные институты обмениваются информацией и сотрудничают в области технологий электронного голосования при проведении корпоративных действий.

#### Евразийская интеграция
- НРД предоставляет своим клиентам доступ на фондовые рынки стран СНГ посредством междепозитарных счетов, открытых в центральных депозитариях Азербайджана, Армении, Беларуси, Казахстана, Украины и Кыргызстана.
- В 2014 году НРД открыл центральным депозитариям Армении и Кыргызстана счет иностранного номинального держателя[25].

#### Соответствие международным стандартам
Международное рейтинговое агентство Thomas Murray, специализирующееся на присвоении рейтингов инфраструктурным финансовым организациям, подтвердило рейтинг НРД на уровне АA-, что соответствует крайне низкому уровню риска, с прогнозом «стабильный».
В 2014 году НРД включен в международный рейтинг 14 ведущих организаций, присваивающих коды pre-LEI, по версии TABB Group и Alacra.
В ноябре 2013 года Internal Revenue Service (IRS), Налоговое управление США, государственный орган Федерального правительства США, который занимается сбором налогов и контролирует соблюдение законодательства о налогообложении, подписало соглашение о выполнении функций Квалифицированного посредника (QI) с НКО АО НРД, с присвоением НКО АО НРД идентификационного номера Квалифицированного посредника (QI-EIN) 98-0242512. НКО АО НРД является первой российской компанией, получившей статус Квалифицированного посредника по американским ценным бумагам.
Независимое финансовое издание FTSE GlobalMarkets включило Национальный расчетный депозитарий в список 20 самых влиятельных участников финансового рынка в 2013 году.

#### Международный консультационный комитет
В начале 2012 года при НРД был создан Международный консультационный комитет (International Consulting Committee, ICC), в который вошли представители восьми крупнейших международных кастодиальных и инвестиционных банков. Комитет был создан для того, чтобы НРД мог использовать глобальный опыт для совершенствования инфраструктуры российского рынка ценных бумаг и сервисов НРД как центрального депозитария.

#### Меморандумы о взаимопонимании[29]
| Страна           | Организация                                                                                                | Дата подписания     |
| ---------------- | --- | ------------------- |
| Китай            | China Central Depository and Clearing Co., Ltd.                                                            | 24 июня 2015 г.     |
| Китай            | Shanghai Clearing House (SHCH)                                                                             | 20 октября 2016 г   |
| Египет           | Misr for Central Clearing, Depository and Registry (MCDR)                                                  | 12 апреля 2016 г.   |
| Турция           | Центральный Депозитарий Турции Merkezi Kayıt Kuruluşu A.Ş. (MKK)                                           | 7 ноября 2014 г.    |
| Греция           | Hellenic Central Securities Depository S.A. («ATHEXCSD»)                                                   | 21 сентября 2015 г. |
| Сербия           | Central Securities Depository and Clearing House (CR HoV)                                                  | 07 сентября 2015 г. |
| Армения          | Центральный депозитарий Армении                                                                            | 10 января 2014 г.   |
| Кыргызстан       | ЗАО «Центральный депозитарий»                                                                              | 12 сентября 2013 г. |
| Румыния          | Depozitarul Central S.A.                                                                                   | 30 мая 2013 г.      |
| Монголия         | Mongolian Securities Clearing House and Central Depository                                                 | 10 апреля 2018      |
| Люксембург       | REGIS-TR, the European Trade Repository                                                                    | 22 мая 2013 г.      |
| Польша           | Krajowy Depozyt Papierów Wartościowych S.A.                                                                | 15 мая 2013 г.      |
| Беларусь         | Республиканское унитарное предприятие «Республиканский центральный депозитарий ценных бумаг» (РУП «РЦДЦБ») | 4 апреля 2013 г.    |
| Австрия          | Oesterreichische Kontrollbank Aktiengesellschaft (OeKB)                                                    | 18 марта 2013 г.    |
| Республика Корея | Korea Securities Depository                                                                                | 2 мая 2012 г.       |
| Украина          | ПАО «Национальный депозитарий Украины» (НДУ)                                                               | 22 февраля 2012 г.  |
| Япония           | Japan Securities Depository Center, Incorporated                                                           | 18 сентября 2011 г. |
| Гонконг          | Hong Kong Securities Clearing Company Limited (HKSCC)                                                      | 17 сентября 2009 г. |
| Индия            | Central Depository Services Limited (CDSL)                                                                 | 8 апреля 2008 г.    |
| Индия            | National Securities Depository Limited (NSDL)                                                              | 8 апреля 2008 г.    |
| Азербайджан      | ЗАО «Национальный Депозитарный Центр Азербайджанской Республики» (НДЦ)                                     | 7 сентября 2007 г.  |
| Узбекистан       | Центральный депозитарий ценных бумаг Республики Узбекистан                                                 | 9 февраля 2006 г.   |

#### Членство в других организациях
- Ассоциация европейских центральных депозитариев (European Central Securities Depository Association, ECSDA)
- Ассоциация национальных нумерующих агентств (Association of National Numbering Agencies, ANNA)
- Ассоциация центральных депозитариев Евразии (АЦДЕ)
- «Национальная фондовая ассоциация (саморегулируемая некоммерческая организация)»
- Российская национальная ассоциация SWIFT (РОССВИФТ)
- Некоммерческое партнёрство «Сообщество пользователей стандартов по информационной безопасности АБИСС»
- Всемирный форум центральных депозитариев (World Forum of CSDs, WFC)
- Международная ассоциация по вопросам обслуживания ценных бумаг (International Securities Services Association, ISSA)
- SWIFT SCRL (Society for Worldwide Interbank Financial Telecommunication)

## Санкции
3 июня 2022 года, на фоне вторжения России на Украину, «Национальный расчётный депозитарий» внесен в санкционные списки стран Евросоюза,  так как «играет существенную роль в функционировании финансовой системы страны и ее связи с международной финансовой системой».
Позднее «Национальный расчётный депозитарий» вместе с «Московской биржей», был включён в санкционный список США и Великобритании, а также Украины и Швейцарии:

Подсанкционный США президент России Владимир Путин одобрил ряд мер по дальнейшему привлечению капитала через Московскую биржу от российских и нероссийских лиц из "дружественных стран", что расширяет возможности россиян и нероссиян получать прибыль от военной машины Кремля путем инвестиций в российский суверенный долг, российские корпорации и ведущие российские оборонные предприятия, в том числе подсанкционные США компании "Ростех", "ОАК, "Камаз", "Иркут", "Уралвагонзавод" и "Вертолеты России".— «Министерство финансов США», 12 июня 2024 года

## Показатели деятельности
По итогам 2017 года чистая прибыль НРД по МСФО составила 2,6 млрд руб. Стоимость ценных бумаг, учитываемых на счетах депо, открытых в НРД по состоянию на 31 декабря 2017 г., исчисляется в размере 39,4 трлн руб., что более чем на 77 % больше, чем соответствующий показатель на 31 декабря 2013 года (21,8 трлн руб.).
В 2017 году НРД была осуществлена первая в России сделка на блокчейн-платформе и расчеты при выпуске коммерческих облигаций.
Проведено 613 собраний акционеров с использованием технологии электронного голосования e-proxy voting.

## Рейтинги
- Рейтинговое агентство Thomas Murray подтвердило рейтинг НРД на уровне AA-, прогноз «стабильный», что соответствует крайне низкому уровню риска.
- Компания PricewaterhouseCoopers провела операционный аудит по стандарту ISAE 3402. Проанализированы системы внутреннего контроля, используемые при оказании депозитарных, клиринговых и репозитарных услуг НРД.
- В 2014 году НРД прошел независимую оценку уровня соблюдения Принципов для инфраструктур финансового рынка (CPMI-IOSCO Principles). Анализ показал, что НРД в основном соблюдает Принципы для инфраструктур финансового рынка, и нет принципов, которые он не соблюдает.
- Банк России провел оценку деятельности платежной системы НРД на соответствие Принципам для инфраструктур финансового рынка (CPMI-IOSCO), в результате которой отмечен высокий уровень соответствия Принципам.
- Компанией KPMG проведен аудит системы обеспечения непрерывности деятельности НРД, по результатам которого была дана оценка степени зрелости системы обеспечения непрерывности деятельности НРД, а также сформирована дорожная карта развития системы обеспечения непрерывности деятельности.